# Miniatura

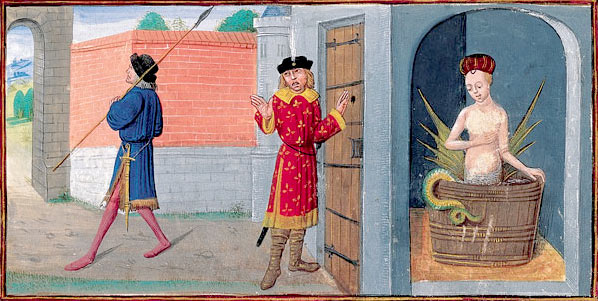
Miniatura dal Roman de Mélusine Guillebert de Metz, 1410.

Una miniatura è la pittura ornamentale con cui venivano decorati i manoscritti e i libri antichi.

In origine il termine aveva un significato più ristretto: la miniatura era l'immagine realizzata per decorare le lettere iniziali dei capitoli in un manoscritto, tradizionalmente di colore rosso. Il termine deriva verosimilmente dal latino minium (minio), un particolare minerale dal quale si ricavava il colore rosso. A partire dal XIV secolo, il diffondersi di illustrazioni di piccolo formato fece sì che il significato di "miniatura" passasse ad indicare dipinti, oggetti e forme di dimensioni ridotte.
Oltre al vocabolo “miniatura” esiste in italiano anche il termine meno utilizzato di alluminatura o illuminatura (molto simili ai termini francese e inglese per miniatura, che sono rispettivamente enluminure e illumination): si suppone che derivi dai colori luminosi e vibranti che risaltano sulla pagina scritta, ma non ci sono fonti al riguardo. Franco Brunello rimanda invece all'allume, chiamato nel Medioevo lume, che veniva mescolato ai coloranti come legante per ottenere lacche.

## Tipologie

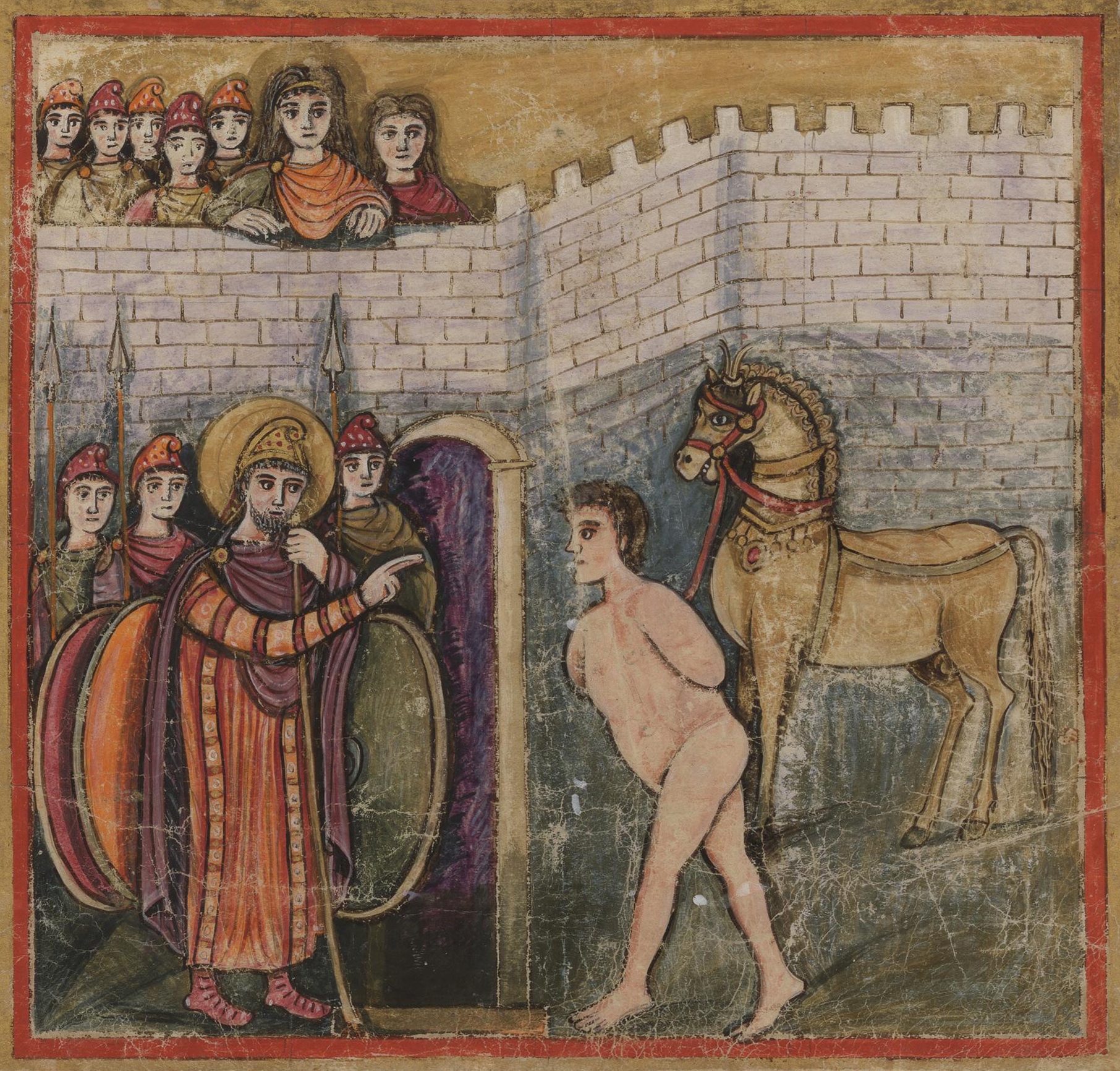
Miniatura del Cavallo di Troia, tratto dal Vergilius romanus, un manoscritto dell'Eneide di Virgilio risalente ai primi anni del V secolo

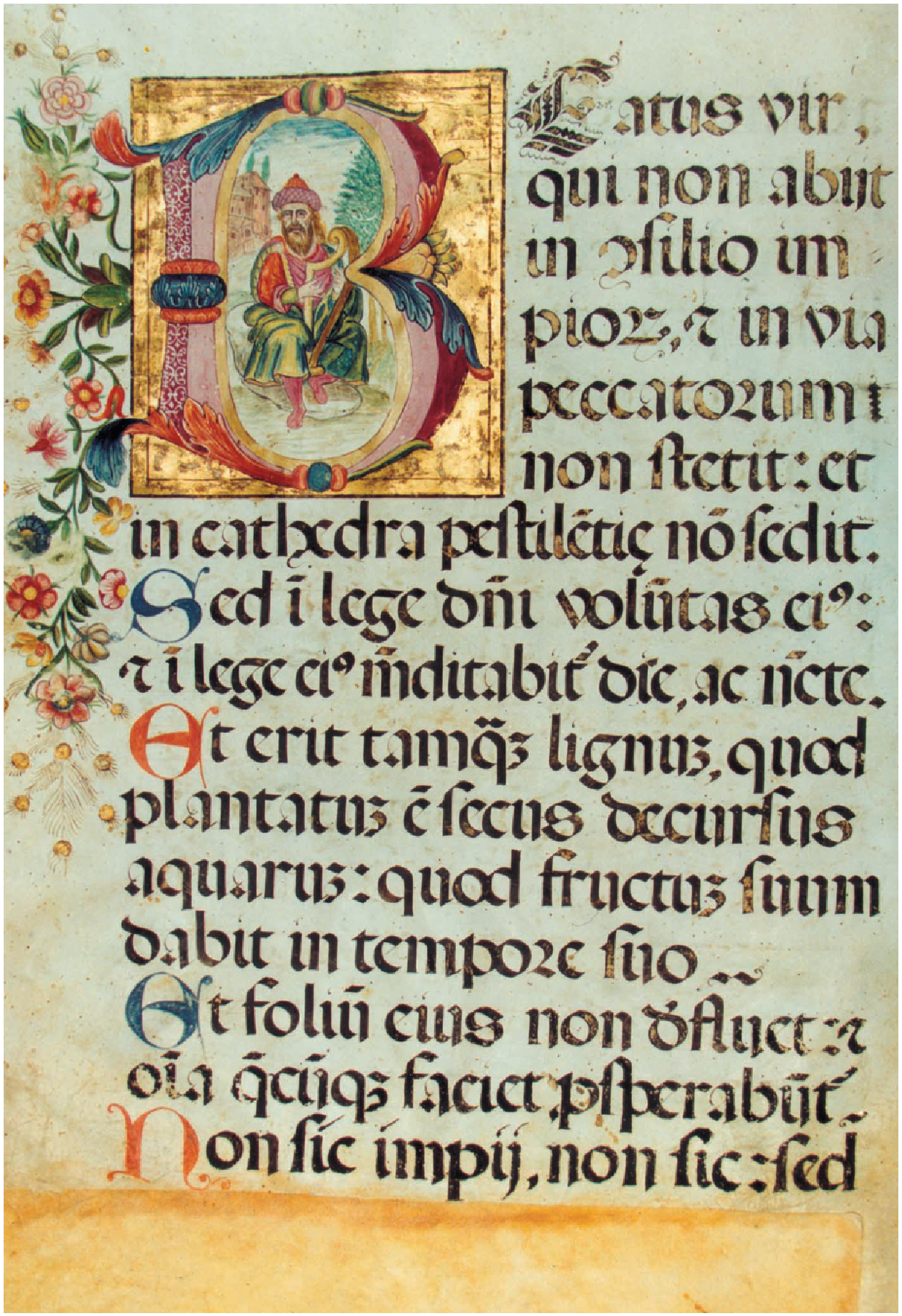
Esempio di salterio diurno miniato del sec. XVII già presente nella Biblioteca Scarabelli di Caltanissetta, rubato nel 2010

La miniatura è il colore applicato al capolettera dai copisti o scrivani, all'inizio del capitolo o del paragrafo che più correttamente andrebbe indicato col termine di rubricazione. Nel manoscritto il testo è redatto con caratteri che hanno una forma propria: quando la scrittura ha un fine estetico, si parla di calligrafia. Lo studio delle antiche scritture è invece affrontato dalla paleografia.
In ambito tecnico anche i disegni e le decorazioni eseguite con lo stesso inchiostro usato per la scrittura vengono indicati come "calligrafia": la miniatura vera e propria infatti si basa su pigmenti propri e spesso le figure professionali di chi scriveva il testo e di chi lo miniava erano completamente separate.
La miniatura può trovarsi in mezzo al testo ma può non avere alcun rapporto con esso. A seconda della posizione della miniatura sulla pagina si può adoperare la seguente terminologia: 
- Scene illustrate 
  - Pagine intere
  - Inserita tra due paragrafi o capitoli
  - In margine al testo
- Composizioni decorative
- Fasce laterali
- Cartigli (ornamenti a forma di pergamena con le estremità arrotolate, destinati ad accogliere un'iscrizione)
- Frontespizi (composizioni che si trovano sulla prima pagina di un libro)
- Fine riga (motivi più o meno allungati, della stessa altezza delle lettere, destinati a riempire lo spazio lasciato vuoto sulla destra, per completare una riga)
- Segni di paragrafo (quando il testo è ininterrotto, si pone un motivo dipinto di separazione, piuttosto semplice e stereotipato, fra due paragrafi o due versetti del testo originale)
- Grottesche (ai margini, nelle intestazioni e nei piè di pagina dei manoscritti tardo-gotici, tra intrecci vegetali o creature di sogno, talvolta meno mostruose e comiche. Il termine deriva dalle immagini scoperte a partire dal secolo XV nelle grotte della Domus Aurea a Roma)
- Iniziali 
  - Lettere semplici (il loro studio si divide tra estetica e paleografia)
  - Lettere campite (per lo più dorate, su uno sfondo colorato, che risaltano motivi stereotipati)
  - Lettere abitate (lettere maiuscole a cui si intrecciano piante, animali e perfino personaggi, anche se non si tratta di scene propriamente dette)
  - Lettere sintetiche (è il decoro che disegna la lettera).
  - Lettere istoriate (scene narrative rappresentate negli spazi liberi della lettera)
- Segni vari (non sono miniature propriamente dette, ma hanno un valore estetico che merita un posto a sé)
  - Segni delle impaginazioni
  - Si trovano inoltre le bozze incomplete della miniatura da realizzare, tratteggiate con inchiostro pallido o, a partire dal XIII secolo, con grafite e destinate al pittore.

## Miniatura in Occidente

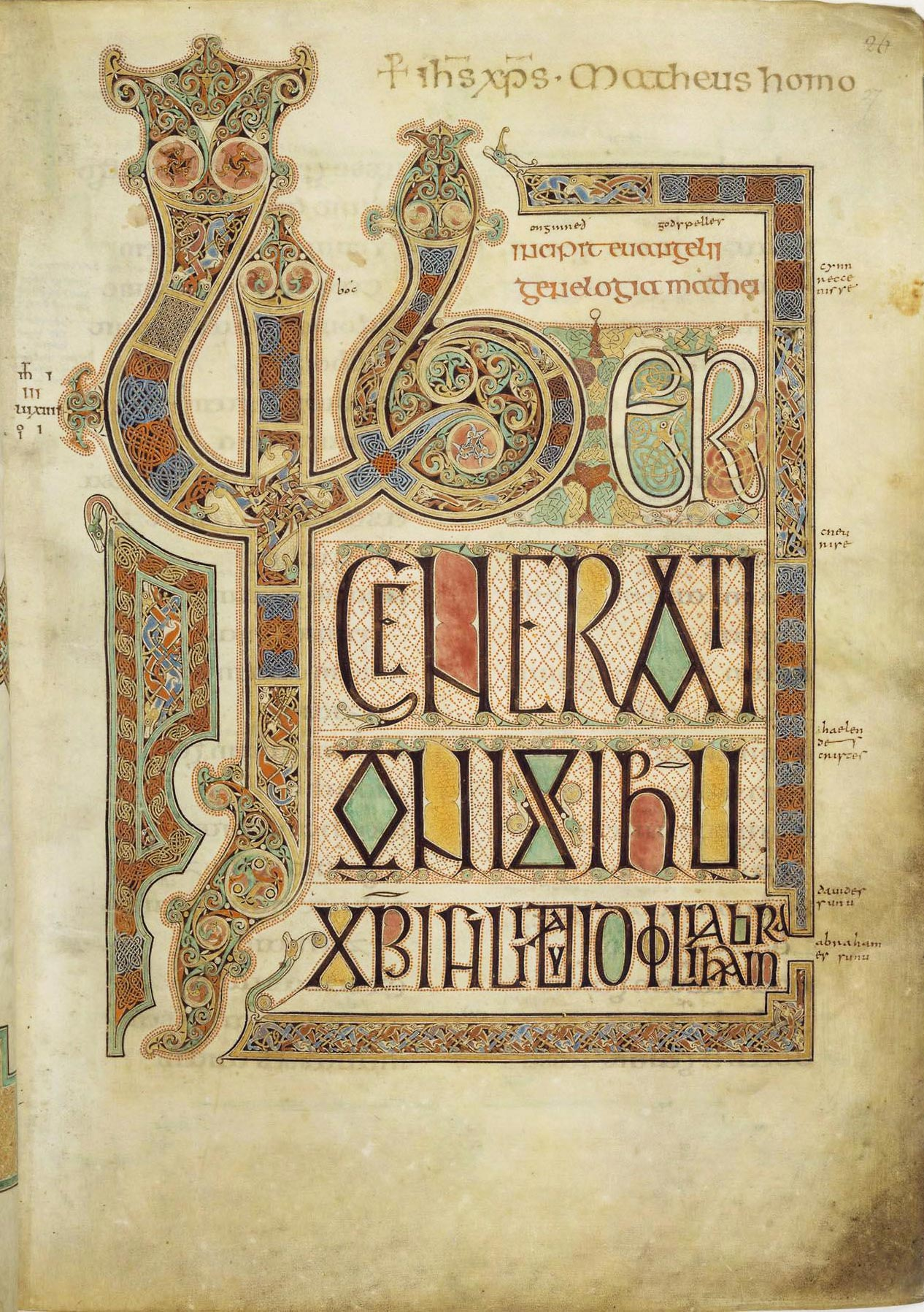
Vangeli di Lindisfarne (VIII secolo)

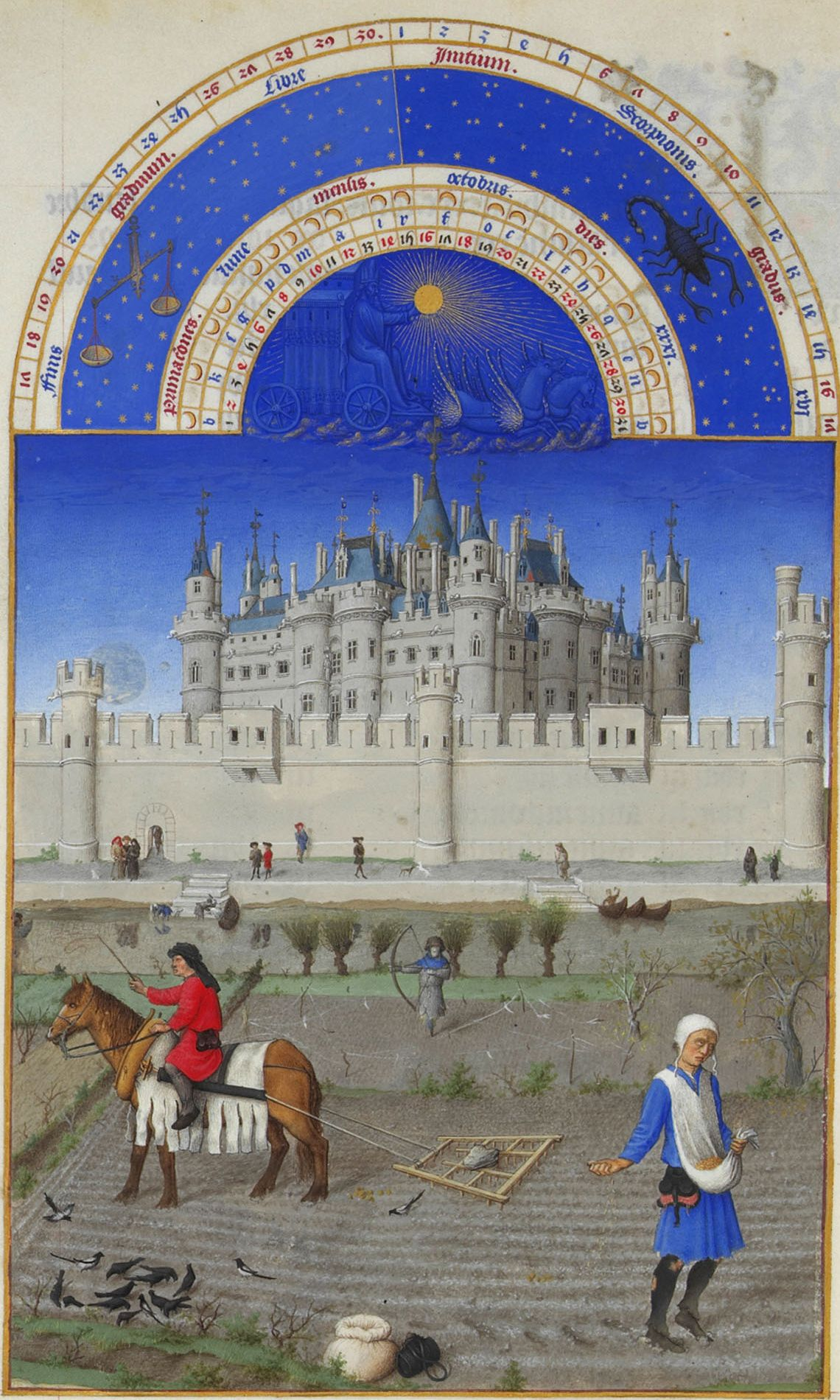
Fratelli Limbourg, Ottobre, Très Riches Heures du duc de Berry (1412-1416)

I primi manoscritti miniati sono i documenti dell'Antico Egitto, costituiti dai papiri, sotto forma di rotoli. Non sono rimaste che poche testimonianze sull'antica decorazione dei papiri in età greco-romana, che avevano la forma di rotuli e poiché andavano svolti a poco a poco, le illustrazioni non erano altro che piccole vignette o figurette che interrompevano le colonne del testo.
La nuova forma del libro e la diffusione della pergamena permisero l'uso delle pagine intere, con illustrazioni di maggiore dimensione e pregio (Iliade Ambrosiana, Virgilio Vaticano, Virgilio Romano).
La scuola bizantina sviluppò nuove convenzioni artistiche creando un taglio netto con la tradizione precedente. Con la diffusione del monachesimo, i centri della cultura europea divennero i monasteri, nei cui scriptoria si copiavano le opere antiche, permettendone la trasmissione alle generazioni future. Amanuense e miniatore erano spesso due figure distinte, anche se quasi sempre, soprattutto nell'alto medioevo, appartenenti alla medesima comunità religiosa e quindi di analoga formazione e cultura figurativa. Il Cristianesimo portò a una perdita di interesse verso la realtà percepita dai sensi e si sviluppò uno stile figurativo dove ogni elemento acquista valore solo in quanto metafora del mondo trascendente. Si sviluppò una relazione stretta tra testo e immagini, con iniziali figurate (da figure umane o animali) e istoriate (con piccole scene o decori vegetali), bordi decorati, monogrammi a piena pagina per le prime lettere del testo, tavole di canoni, immagini didattiche e mnemoniche. Questo processo venne sicuramente favorito dalla sensibilità lineare e ornamentale dei popoli barbarici.
Nei monasteri irlandesi, tra il VII e il IX secolo, si diffuse un tipo di decorazione raffinatissima basata su intrecci di racemi e figure stilizzate, organizzati in complessi schemi geometrici. La maggior parte delle figurazioni umane, quando presenti, erano di natura antinarrativa e sacrale.
La miniatura carolingia vide la committenza degli imperatori stessi tra i committenti di opere librarie, che in questo periodo raggiunsero un vertice per qualità e rilevanza, con una svolta stilistica rispetto al secolo precedente.
Con il risveglio artistico del XII secolo la decorazione dei manoscritti ricevette un nuovo impulso. Gli artisti del tempo eccellevano nella miniatura di margini ed iniziali, ma anche nelle figurazioni, caratterizzate da un tratto vigoroso, linee spesse e uno studio attento del drappeggio. Gli artisti migliorarono la rappresentazione delle forme umane e, nonostante resistesse la tendenza a ripetere i soggetti secondo modi convenzionali, gli sforzi individuali produssero in questo secolo numerose miniature di carattere estremamente elegante. Lo stile del XII secolo lasciò il posto ad immagini di dimensioni ridotte durante il periodo gotico. Le dimensioni dei libri si ridussero notevolmente e aumentò la loro diffusione.
Con l'avvento del XV secolo, sotto l'influenza del Tardo gotico e del Rinascimento, la miniatura ricevette una spinta artistica che la ripropose sulla ribalta continentale. Grandi committenti erano ormai anche le corti e personaggi del mondo laico, che richiedevano opere di qualità estrema.
Con l'introduzione e il diffondersi della stampa la miniatura continuò per lungo tempo ad essere presente, anche se cominciò gradualmente a perdere d'importanza proprio all'aumentare della disponibilità di libri, diventando un aspetto sempre più marginale, certamente per via del costo aggiuntivo della decorazione manuale.

## Mondo ebraico
La peculiare situazione ebraica ha visto la dispersione della popolazione in piccole comunità separate, che riuscirono a mantenersi autonome sul piano culturale, rielaborando, secondo la propria dottrina, le influenze, anche artistiche, circostanti. Le rigide disposizioni bibliche sul divieto di rappresentazione della divinità hanno spesso confuso gli osservatori inesperti. In realtà solo in ambiti circoscritti di particolari libri liturgici la decorazione è stata del tutto evitata.
In ogni caso va tenuto presente che, al contrario del sistema occidentale, nella decorazione testuale ebraica il testo è del tutto separato dalle immagini. Lo sviluppo della miniatura ebraica si è avuto in ambiti diversi dai tradizionali centri scrittori a causa delle difficoltà linguistiche. Lo scriba era dunque un ebreo, sia professionista sia dilettante. Nel XV secolo Abraham ben Judah ibn Hayyim redasse un testo di miniatura in lingua portoghese scritta con caratteri ebraici. La realizzazione della decorazione del testo, eseguita a parte, fece uso di particolari accorgimenti grafici. Il principale è la micrografia, cioè una tecnica, esclusiva del mondo ebraico, consistente nella scrittura a caratteri minutissimi di interi brani, disposta talvolta a formare raffigurazioni decorative (fiori, animali ed anche figure umane). Il soggetto del testo poteva influenzare la miniatura: nei testi religiosi (libri della Bibbia e loro commenti), oltre alla presenza di un repertorio non figurato di festoni e fiori, compaiono scene che illustrano i passi più rilevanti. Nei testi liturgici delle festività e in quelli relativi al cerimoniale della pasqua compaiono pure illustrazioni figurative con testimonianze di caratteristiche precipue delle zone di realizzazione. A essere decorati erano pure i contratti matrimoniali (almeno fino al XVIII secolo avanzato). L'altro sistema di decorazione consiste nell'evidenziare con oro, colori, ecc. l'intera prima parola (o coppia di parole) del testo.

## Mondo islamico
Anche nel mondo islamico è esistita una fiorente attività di miniatori, che per secoli hanno decorato i libri. Va ricordato che l'introduzione di tipografie in queste aree geografiche fu molto tarda e questo fece sì che la professione di miniatore resistesse più a lungo incontrastata.
Anche i luoghi comuni relativi alla aniconicità (assenza di rappresentazione di figure umane) dell'arte islamica devono essere sfatati. Se è vero che il Corano per la sua particolare sacralità non riceveva alcuna decorazione, se non “astratta” e geometrica, altri testi mostrano invece una grande quantità di immagini.

### Persia
L'arte persiana (e quella ottomana) ha una lunga tradizione nell'uso di miniature. In quest'ambito esse sono di natura illustrativa e sviluppandosi dalla più antica tradizione di decorazione del testo sono diventate illustrazioni a foglio singolo conservate in appositi album (a differenza di queste alla controparte occidentale ad acquerello, non si applica il nome di miniatura).
Reza Abbasi (1565 - 1635) è considerato uno dei più rinomati miniaturisti persiani che si siano cimentati in quest'arte, con una preferenza per soggetti naturalistici. Le opere conservate sono reperibili nei maggiori musei del mondo occidentale: lo Smithsonian, il Louvre ed il Metropolitan Museum of Art di New York.

## Tecniche di esecuzione e materiali
La tecnica alla base della miniatura è la tempera, cioè la dispersione di un pigmento o di una lacca in un legante, che permette al colore di aderire al supporto o alla preparazione. I pigmenti sono sostanze per lo più minerali, chimicamente inerti, che hanno bisogno di un adesivo per rimanere in posizione. Le lacche sono invece sostanze vegetali (di solito liquidi) trattate con allume per permetterne la preparazione come pigmenti solidi. Molto più raro è invece l'uso di coloranti applicati direttamente. I colori si mescolavano poco e talvolta non del tutto: l'artista lavorava "tono su tono", a colore asciutto, e giocava con i leganti per ottenere le sfumature a partire dallo stesso pigmento. Per ottenere le ombre viene usata la tecnica della Lavatura d'inchiostro. Dal XV secolo, con la comparsa del guazzo, le campiture sono definite da un contorno ocra realizzato in punta di pennello.

### Pigmenti, lacche, coloranti e leganti

#### Pigmenti
- Rosso: cinabro (solfuro di mercurio) o minio (ossido di piombo, 2PbO·PbO2), terra d'ocra rossa (ossido di ferro).
- Marrone: dall'inchiostro di seppia o dalla terra d'ocra.
- Nero: nerofumo diluito in acqua; inchiostro ferrogallico.
- Azzurro: lapislazzuli (estremamente costoso), azzurrite, ossido di cobalto (dal XVIII secolo),
- Arancione: orpimento e réalgar (solfuri d'arsenico As2 S2).
- Verde: a base di argille o di composti di rame.

#### Lacche
- Rosso vermiglione: lacche di robbia e di pernambuco.
- Azzurro: indaco e guado.
- Gialli:

#### Coloranti
I coloranti sono ottenuti da prodotti vegetali e animali. 
- Giallo: zafferano, curcuma,
- Rosso: robbia e cocciniglia.
- Rosso porpora: molluschi

#### Leganti
Vengono utilizzati leganti e colle per permettere al pigmento di aderire al supporto: colla di pesce, bianco d'uovo, con aggiunta di polvere di chiodo di garofano o allume per prolungarne la conservazione, gomma arabica.